# أنييس كالامار
أنييس كالامار (بالإنجليزية: Agnès Callamard)‏ هي المُقرّرة الخاصة المعنية بحالات الإعدام خارج نطاق القضاء أو أو بحالات «الإعدام التعسفي» في المفوضية السامية للأمم المتحدة لحقوق الإنسان، وهي أيضًا مديرة مشروع «حريّة التعبير» بجامعة كولومبيا.

## الحياة المُبكّرة والتعليم
بحلول عام 1985؛ حصلت كالامار على شهادة البكالوريوس من معهد الدراسات السياسية في غرونوبل ثمّ نالت درجة الماجستير من جامعة باشكنت في تركيا. في عام 1995؛ حصلت على درجة الدكتوراه في العلوم السياسية من المدرسة الجديدة للبحوث الاجتماعية في مدينة نيويورك.

## المسيرة المهنيّة

### البداية
تُعتبر أنييس كالامار خبيرة في عددٍ من المبادرات الدولية ومبادرات الأمم المتحدة لحقوق الإنسان حيثُ أجرت تحقيقات في مجال حقوق الإنسان في عددٍ من البلدان في إفريقيا وآسيا والشرق الأوسط. نشرت في مجال حقوق الإنسان وحقوق المرأة وحركات اللاجئين عددًا من التقارير والأوراق البحثيّة وتُركّز أنييس في عملها على أوضاع اللاجئين من خِلال عقدِ شراكةٍ معَ مركز دراسات اللاجئين في تورنتو.
في أيّار/مايو 2017؛ حضرت كالامار مؤتمرًا في دولة الفلبين وأثارَ حضورها ضجة وجدلًا كبيرينِ بل تعرّضت مقالتها في النسخة الإنجليزية من موقع ويكيبيديا إلى التخريب، ووضّحت كالامار في وقتٍ لاحقٍ أنّ الزيارة لم تكن بصفة رسمية.

### منظمة العفو الدولية
في الفترةِ الممتدة من عام 1998 حتى عام 2001؛ كانت كالامار تشغلُ منصب رئيس ديوان الأمين العام لمنظمة العفو الدولية حيثُ عملت كمنسّقة سياسة أبحاث المنظمة كمَا قادت أعمال منظمة العفو الدولية في مجال حقوق الإنسان فضلًا عن إجرائها لعددٍ منَ التحقيقات في مجال حقوق الإنسان في عدد كبير من البلدان وبخاصّةٍ في إفريقيا وآسيا والشرق الأوسط.

### أنشطة أخرى
في عام 2001؛ أسّست أنييس منظمة حقوقيّة دولية للمساءلة الإنسانية والقانونيّة حولَ ما يجري في دول مثلَ أفغانستان وكمبوديا وسيراليون وَأنشأت أول هيئة دولية ذاتية التنظيم للوكالات الإنسانية المُلتزِمة بتعزيز المساءلة أمام السكان المتضررين من الكوارث وبقيت في هذا المنصب حتى عام 2004. معَ نهاية هذا العام انتقلت أنييس كالامار لتشغلَ منصب المدير التنفيذي لأحدِ منظمة حقوق الإنسان والتي تحملُ اسمَ «المادة 19» نسبةً للمادة 19 من الإعلان العالمي لحقوق الإنسان. معَ نهاية فترة رئاستها لتلكَ المنظمة وبالتحديدِ في نوفمبر 2013؛ صارت أنييس مديرة مشروع «حرية التعبير» في جامعة كولومبيا. بالتزامنِ مع ذلك؛ أصبحت أنييس كالامار المقرّرة الخاصة بالأمم المتحدة للنظرِ في حالات الإعدام.